# Velletri (stacja kolejowa)
Velletri (wł: Stazione di Velletri) – stacja kolejowa w Velletri, w regionie Lacjum, we Włoszech. Znajdują się tu 2 perony.